# جمال ظاهري
جمال ظاهري هو لاعب كرة قدم مغربي في مركز الهجوم، ولد في 8 نوفمبر 1985 في Les Pavillons-sous-Bois ‏ في فرنسا. لعب مع نادي أنجيه ونادي أورليانز ونادي النجم الأحمر.

## وصلات خارجية
- جمال ظاهري على موقع رابطة كرة القدم الفرنسية للمحترفين (الإنجليزية)
- جمال ظاهري على موقع قاعدة بيانات كرة القدم.إي يو (الإنجليزية)